# Norbert Walter-Borjans
Norbert Walter-Borjans (* 17. září 1952 Krefeld) je německý sociálnědemokratický politik a ekonom. Od prosince 2019 do prosince 2021 byl vedle Saskie Eskenové spolupředsedou Sociálnědemokratické strany Německa (SPD). V letech 2010 až 2017 byl ministrem financí Severního Porýní-Vestfálska.